# 向经
向经（?—?），字审礼，怀州河内县（今河南省沁阳市）人，北宋外戚。宋神宗向皇后的父亲。
他是向敏中之孙，向传亮之子，向传范侄。以荫官至虞部员外郎。女儿嫁给颖王为妃，改为庄宅使。颖王即位为宋神宗，王妃为皇后，向经改任光州团练使。知陈州时，平反冤狱。西华县令害人致死，诬告病卒，属员怕他，不敢言说，向经听说真情，将西华县令绳之以法。知河阳时，有旱灾、蝗灾，百姓饥饿，他劝富人出粮，赈济灾民。改知徐州，迁明州观察使，召还京城，提举景灵宫，出知青州，得病后回京，在淄州去世，享年五十四岁。赠侍中，谥号康懿。